# Neferneferuaton
Neferneferuaton ist der Name einer königlichen Person der altägyptischen Amarna-Zeit (um 1330 v. Chr.). Ihr Namenszusatz Achetenhyes („die gut ist für ihren Ehemann“), der von einem Siegelabdruck bekannt ist, offenbart, dass sie weiblich war. Der Name ist innerhalb einer Kartusche (das Oval, das königliche Namen rahmt) geschrieben, weshalb sie als königlich einzustufen ist.

## Hintergrund

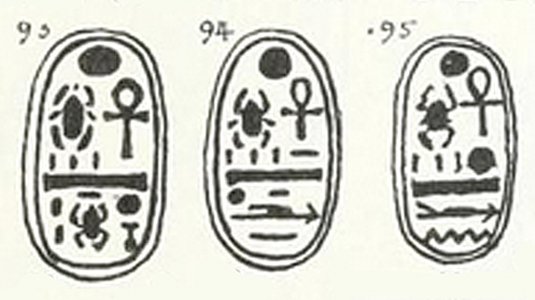
Kartuschen aus Amarna: mit weiblichen Indikatoren im Epiphet im Namen und Epiphet (93),(94) und ohne weiblichen Indikator (95)

Ein großes Problem bei der Forschung zur Amarna-Zeit ist, dass diese durch die nachfolgenden Könige nur wenige Jahrzehnte später aus der Geschichtsschreibung gelöscht wurde.
Hinzu kommt die Schwierigkeit, dass sich die unbekannte Neferneferuaton ihren Thronnamen mit ihrem Zeitgenossen Semenchkare teilt: Neferneferuatons Name wird als „Anchet-cheperu-Re (merit wa-en-Re)“ (ˁnḫ.t-ḫpr.w-Rˁ [mrj.t wˁ n Rˁ]) wiedergegeben, während Semenchkare die männliche Form „Anch-cheperu-Re“ führt. Dies ist äußerst unüblich, da Thronnamen in der Regel einzigartig waren. In der Abbildung rechts sind drei Varianten dargestellt, die heute allesamt Neferneferuaton und nicht Semenchkare zugeordnet werden. Unterscheidbar sind die Namen vor allem dadurch, dass Semenchkares Thronname nie ein Epitheton beigestellt ist.
Aufgrund der schwierigen Beweislage wurden Name, Geschlecht, Identität und auch die prinzipielle Existenz von Neferneferuaton in den vergangenen Jahrzehnten von Ägyptologen bezweifelt und diskutiert.

## Funde und Forschungshistorie
In Tutanchamuns Grab KV62 befanden sich mehrere Objekte, die entweder Neferneferuaton oder Semenchkare zuzuordnen sind. Sowohl der Thronname Anch-cheperu-Re als auch der Eigenname Neferneferuaton sind auf ihnen rekonstruierbar. Auch Tutanchamuns Sarkophag scheint ursprünglich nicht für ihn bestimmt gewesen zu sein, nach Untersuchungen von Marianne Eaton-Krauss ist eine Umarbeitung nachweisbar. Die Kartuschen wurden mit den Namen Tutanchamuns überschrieben, jedoch ist der ursprüngliche Name nicht mehr rekonstruierbar. Dasselbe gilt für die in der Schatzkammer gefundenen Eingeweidesärge, die Gesichtszüge eines Königs aufweisen, welche sich von anderen Darstellungen Tutanchamuns unterscheiden.
Im Grab TT139 in Theben, das einem Priester namens Pairi gehörte, befindet sich zu Beginn einer Inschrift folgende zeitliche Angabe für die dort geschilderten Geschehnisse:

„Regierungsjahr 3, dritter Überschwemmungsmonat, Tag 10. Der König von Ober- und Unterägypten, Herr der Zwei Länder Anchcheperure meri Aten, der Sohn des Re Neferneferuaton meri Waenre.“

Bis in die 1980er Jahre wurden aufgrund dieser Funde die Namen Neferneferuaton und Semenchkare gleichgesetzt. Bereits 1973 stellte der Ägyptologe John R. Harris fest, dass einige Kartuschen weibliche Formen des Namens „Anchet-cheperu-Re“ bzw. des Epithetons „merit“ aufwiesen. Dies führte zu Diskussionen darüber, ob es sich um eine Frau oder einen Mann gehandelt habe, oder dieser etwa homosexuell war. Rolf Krauss schlug 1978 vor, dass es sich bei Neferneferuaton und Semenchkare um zwei verschiedene Personen handle. Dies wurde durch James P. Allen 1988 unterstützt, der feststellte, dass dem Thronnamen „Anch(et)-cheperu-Re“ fast immer ein Epitheton beigestellt war, das auf Echnaton verwies, wenn er zusammen mit dem Namen „Neferneferuaton“ auftrat. Hingegen fehlte dieses Epitheton stets, wenn „Anch-cheperu-Re“ mit dem Namen „Semenchkare“ gekoppelt war.
Marc Gabolde kam 1998 zu dem Schluss, dass die Inschriften auf einigen Neferneferuaton zugeordneten Objekten aus Tutanchamuns Grab ursprünglich anders gelautet hatten: Anstatt „meri nefer-cheperu-Re“ („geliebt von Nefer-cheperu-Re“) habe das Epitheton „Achetenhyes“ („die gut ist für ihren Ehemann“) gelautet. Diese Inschrift passt nur auf eine Frau. In Tell el-Borg auf der Sinai-Halbinsel wurde einige Jahre später ein Siegelabdruck gefunden, der den Namen ebenfalls in dieser Form (Nfr-nfrw-Jtn 3ḫt-n-hy=s) wiedergibt.

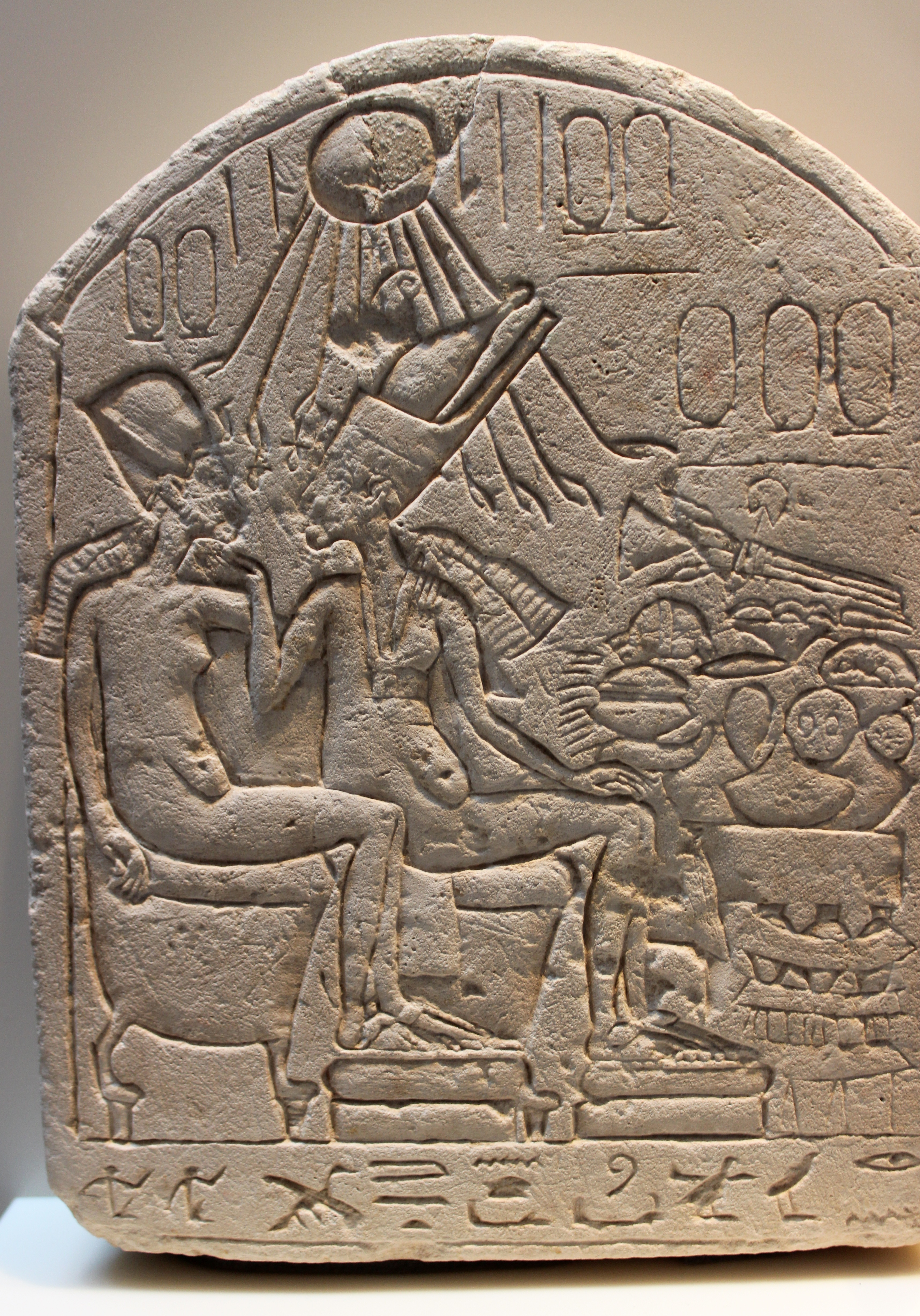
Stele Nr. 17813 im Neues Museum Berlin

Die kanadische Ägyptologin Valérie Angenot untersuchte 2019 in einer semiotischen Studie mehrere royale Büsten aus der Amarna-Zeit sowie die Stele Nr. 17813, auf der eine Person mit der Pschent einer Person mit Chepresch über das Kinn streicht. Diese unüblich intime Geste sei in dieser Form nur für Darstellungen der Töchter von Echnaton attestiert. Durch den Vergleich von Proportionen der Statuen mit bekannten Statuen von Prinzessinnen sieht sie etwa die Echnaton-Büste aus Hannover als Abbildung einer seiner Töchter und als Darstellung eines Übergangs vom Status der Prinzessin zum Pharao.

## Identität und Stellung
Es gibt verschiedene Theorien zu Neferneferuaton.
- Marc Gabolde sah in ihr Meritaton, die älteste Tochter von Echnaton und Nofretete[8]
- James P. Allen sah in ihr Neferneferuaton tascherit[9], die vierte Tochter von Echnaton und Nofretete
- Aidan Dodson sah in ihr Nofretete[10] (ihr vollständiger in einer Kartusche geschriebener Name lautete meist Neferneferuaton Neferetiti)
- Valérie Angenot sah in ihr sowohl Meritaton als auch Neferneferuaton tascherit, die unter einem gemeinsamen Namen regiert haben sollen.[7]

Aufgrund der Darstellung ihres Namens in einer Kartusche kann davon ausgegangen werden, dass Neferneferuaton als alleinherrschender Pharao regierte, da Prinzessinnennamen üblicherweise nicht in Kartuschen geschrieben wurden. Dies wird auch durch die Inschrift aus dem Grab von Pairi nahegelegt. Tatsächlich gibt es zwischen den Regierungszeiten von Echnaton und Tutanchamun nach allgemeinem Konsens einen Zeitraum von einem bis zu vier Jahren, zu dem mehrere Theorien existieren.
Die Tatsache, dass Neferneferuatons Namenszusätze überwiegend auf Echnaton verweisen, könnte nicht nur auf eine enge Beziehung deuten, sondern nach Allen auch ein Legitimierungsversuch sein, um ihre Ansprüche auf den Thron zu rechtfertigen. So könnte Semenchkare ein direkter Konkurrent um den Thron gewesen sein. Nach anderer Lesart war Semenchkare der direkte Nachfolger Echnatons, starb jedoch bald und Neferneferuaton folgte ihm nach. Die Epitheta könnten nach Ansicht einiger Ägyptologen auch bedeuten, dass Neferneferuaton einige Zeit lang Echnatons Co-Regentin war.
Dass ein großer Teil ihrer Grabbeigaben schließlich umgearbeitet bei Tutanchamuns Begräbnis verwendet wurde, lässt darauf schließen, dass Neferneferuatons Nachfolger ihr ein Pharaonenbegräbnis verweigerte.